# 姫嶋神社
姫嶋神社（ひめじまじんじゃ）は大阪市西淀川区姫島に鎮座する神社。

## 祭神
阿迦留姫命・住吉大神

## 歴史
創建不明。当地は難波八十島の姫島の旧地で、『摂津風土記』に女神が新羅より遁れて来た比売島松原をこの地とする説がある。
- 明治5年（1872年） - 郷社に列す。
- 明治43年（1910年） - 鷺洲の鼻川神社を合祀[1]。
- 大正2年（1913年） - 神饌幣帛料供進社に指定される。
- 大正13年（1924年） - 鼻川神社が独立。

## 境内
- 元楯社
- 金比羅宮
- 稲荷神社
- 楠大神

## 交通
- 阪神電気鉄道姫島駅より　西へ徒歩６分